# Chasmia bozennae
Chasmia bozennae är en tvåvingeart som beskrevs av Trojan 1991. Chasmia bozennae ingår i släktet Chasmia och familjen bromsar.
Artens utbredningsområde är Nya Kaledonien. Inga underarter finns listade i Catalogue of Life.